# Thecla conoveria
Thecla conoveria är en fjärilsart som beskrevs av William Schaus 1902. Thecla conoveria ingår i släktet Thecla och familjen juvelvingar. Inga underarter finns listade i Catalogue of Life.